# ファンタスティックバス

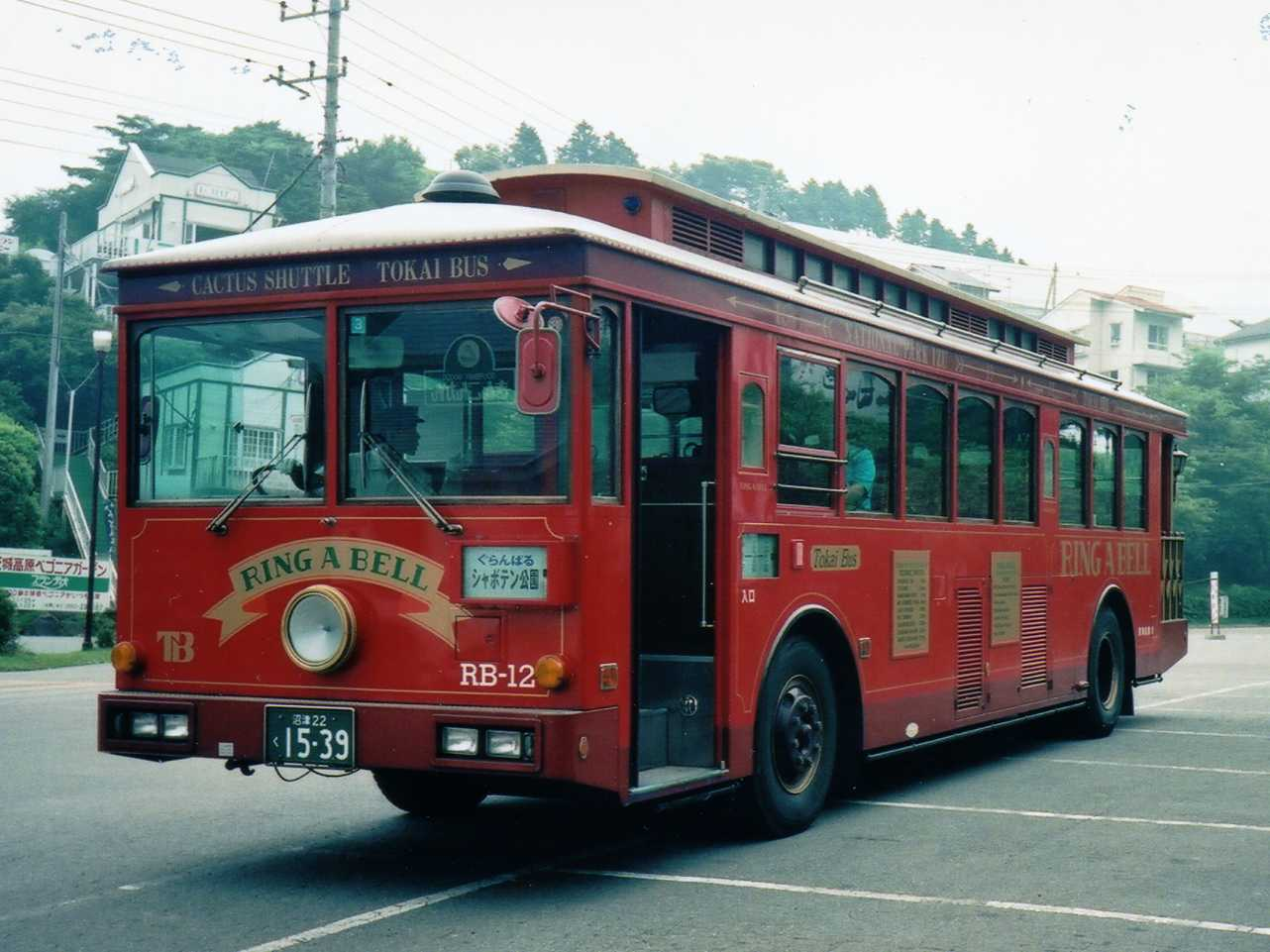
ファンタスティックバスの嚆矢・東海自動車「リンガーベル」

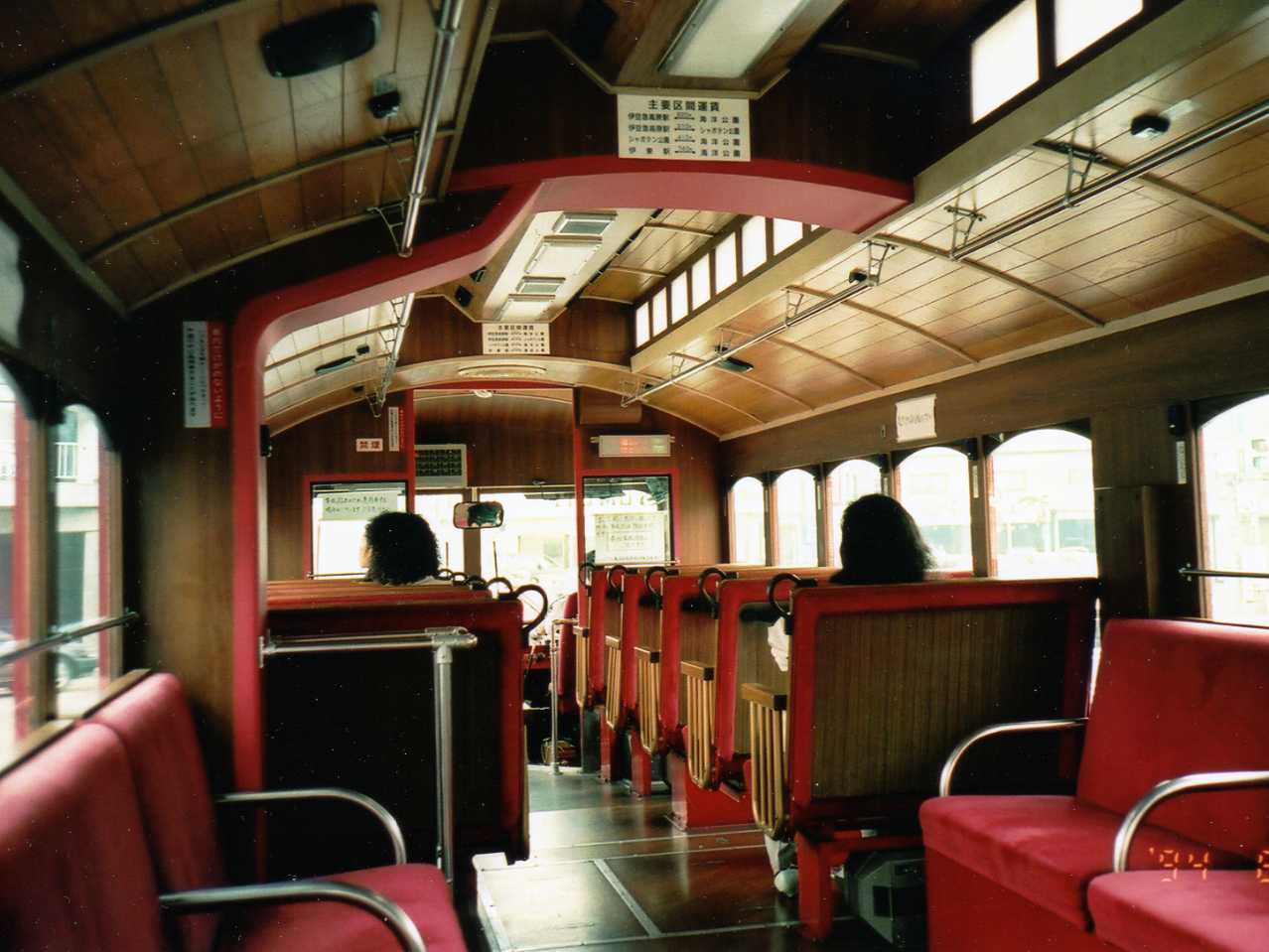
「リンガーベル」車内

ファンタスティックバスとは、外観や内装が一般の車両とは大きく異なるバスの俗称である。車体製造を多く手がける東京特殊車体ではジョイフルバスと称している。レトロ調の内外装を備えるものが多く、それらの車両はレトロバスと呼ばれることが多い。鉄道車両における「ジョイフルトレイン」に相当する。

## 概要
| 京急りんどう号（初代）除籍済  |  | 京急りんどう号（2代目）  |
| 京急りんどう号 （初代）除籍済 |  | 京急りんどう号 （2代目） |

路線バス等に使用する車両において、車体に普通のバスとは全く異なるアレンジを施すことによって、一般利用者の目を惹きつけることを目的に特殊な車体を架装したバスである。車体新造ではなく既存の車両を改造するケースもある。
この種のバスが最初に登場したのは、1989年6月に登場した東海自動車の「リンガーベル」とされている（これ以前にもはとバスの「スーパーバス」など、特殊な車体のバスは登場しているが「ちょっと変わったバス」という域を出ないものであった）。これは日野自動車の特装車用のセンターアンダフロアエンジンのシャーシに東京特殊車体のレトロ調車体を架装したもので、マスコミでも大きく取り上げられ、以後あちこちでレトロ調の車体を架装したバスが全国で登場して「レトロバス」と呼ばれるようになった。
東海自動車では1991年にもトロピカル調の車体を架装した「トロピカーナ」が登場したが、このバスでは車体がレトロ調というわけではなく、同種の車両も多く登場したことから「レトロバス」という呼称が合わなくなった。『バスラマ・インターナショナル』が第6号（1991年6月発行）の記事タイトルにおいて「ファンタスティックバス」という呼称を用いたことで、この呼称が使用されるようになった。
1992年には京浜急行電鉄（現：京浜急行電鉄）が鎌倉営業所にレトロバス「りんどう号」を2台導入し、鎌倉駅と鎌倉大仏を結ぶ路線など鎌倉市内の一般路線バスで運行した。
なお、旧来のボンネットバスなどの古典的車両については、本来このジャンルには含まれないが、現在において標準的なバスとは異なり、一般利用者の目を惹きつけるという意味では同様の目的であるため、このジャンルに含めることもある。
観光地などの周遊バスで採用されることが多かったが、送迎バスやコミュニティバスにこの種の車両が使用されることも多くなり、幼稚園や保育所のスクールバスでは動物や鉄道車両を模したデザインの車両が見られる。このため、メーカー側でもこの種の仕様をラインアップに加えることで、ニーズに対応している車種もある。
なお、初期の車両では特装車やトラック用のシャーシが多く用いられ、車体もほぼ新造したものが多かったが、近年では路線バスに使用される車両には、交通バリアフリー法やその後継となるバリアフリー新法が適用されるため、路線バス用のシャーシをベースとして車体に小加工したものが多くなっている。

## 導入事例

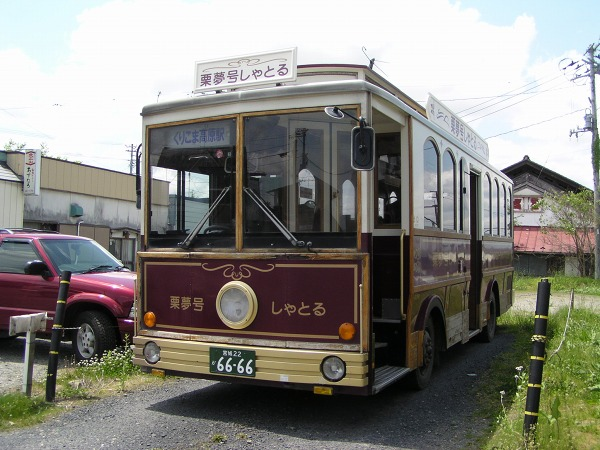
宮交栗原バス「栗夢号しゃとる」 ※現在はグリーン観光バスに譲渡され「栗原市民バス」苗圃線を中心に使用されていたが、その後は不明である。
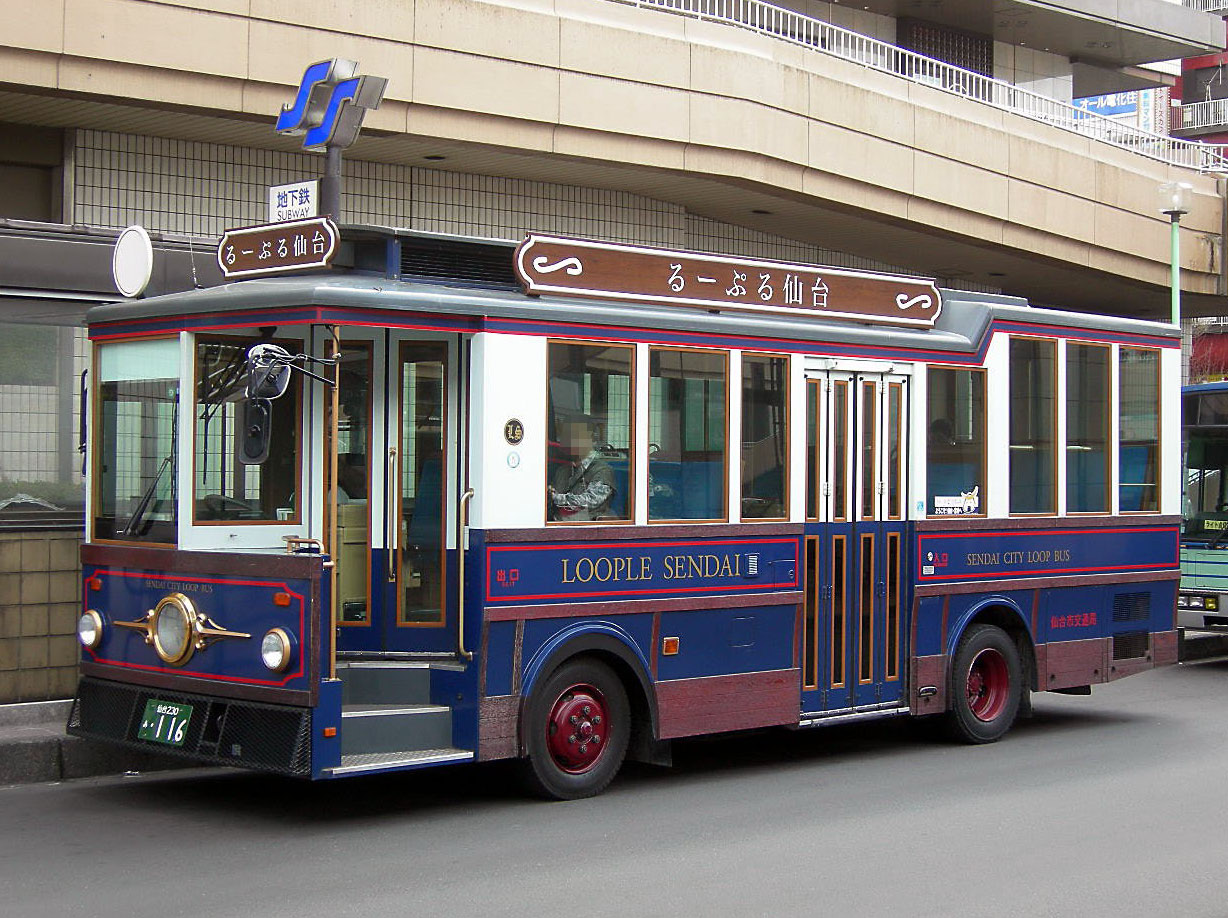
仙台市交通局「るーぷる仙台」
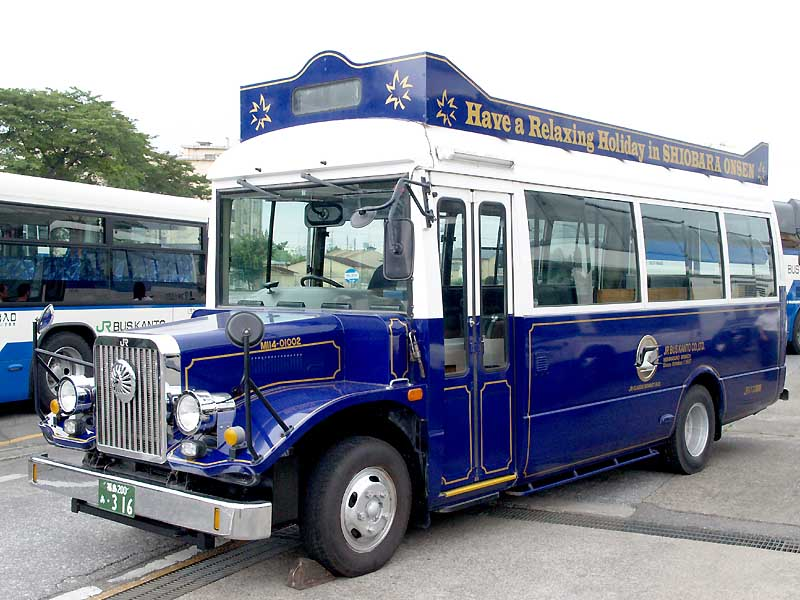
JRバス関東 塩原温泉郷巡回バス
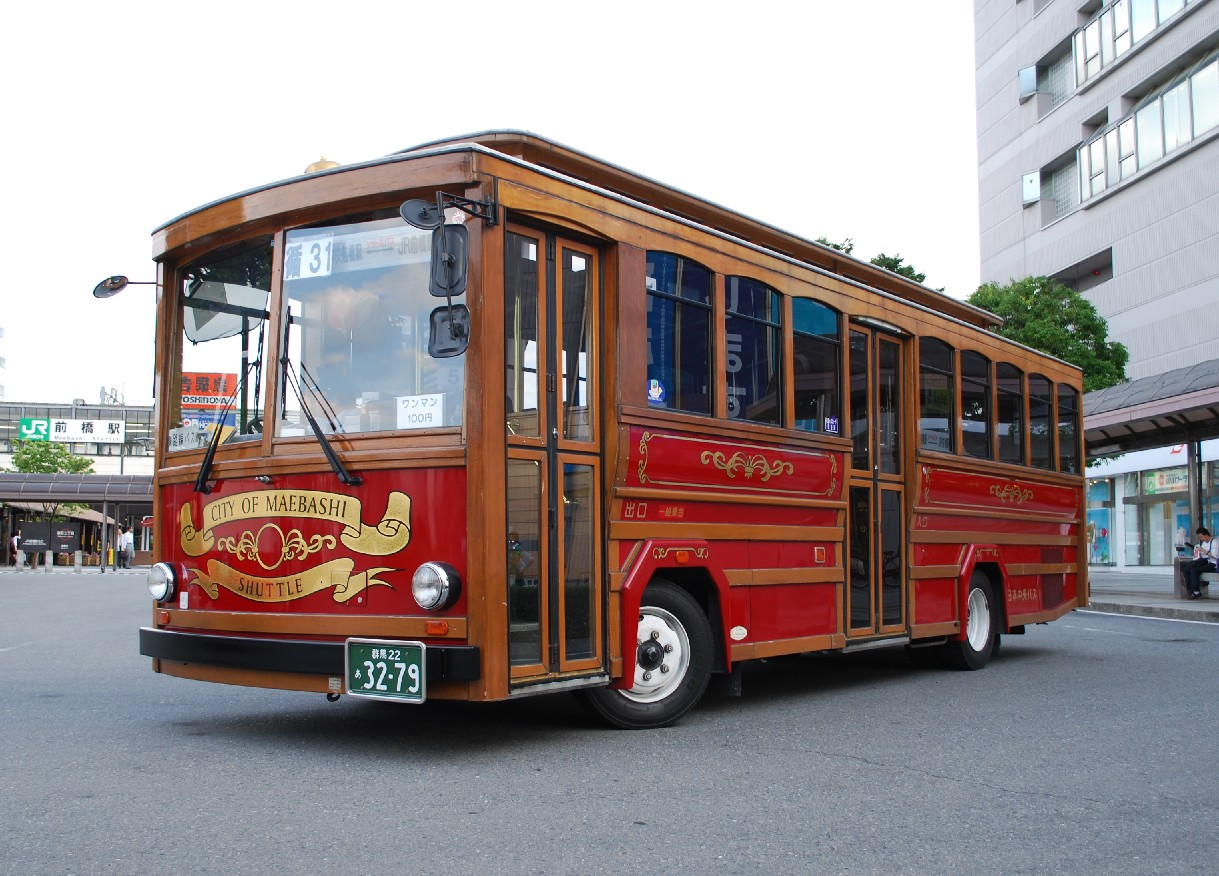
日本中央バス 前橋駅～中央前橋駅シャトルバス
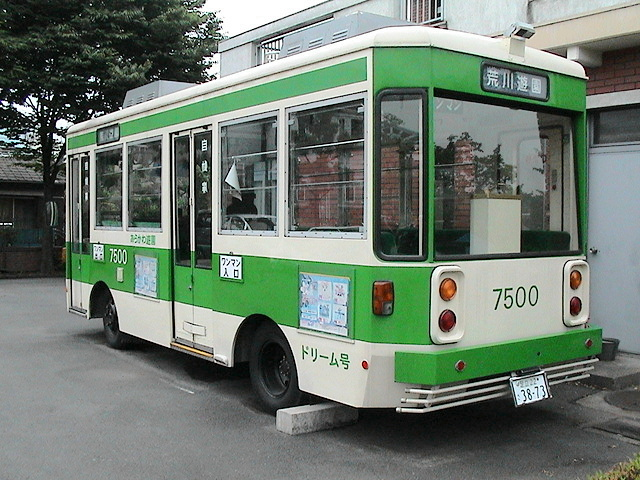
あらかわ遊園送迎車（タケクラフトコーポレーション製）
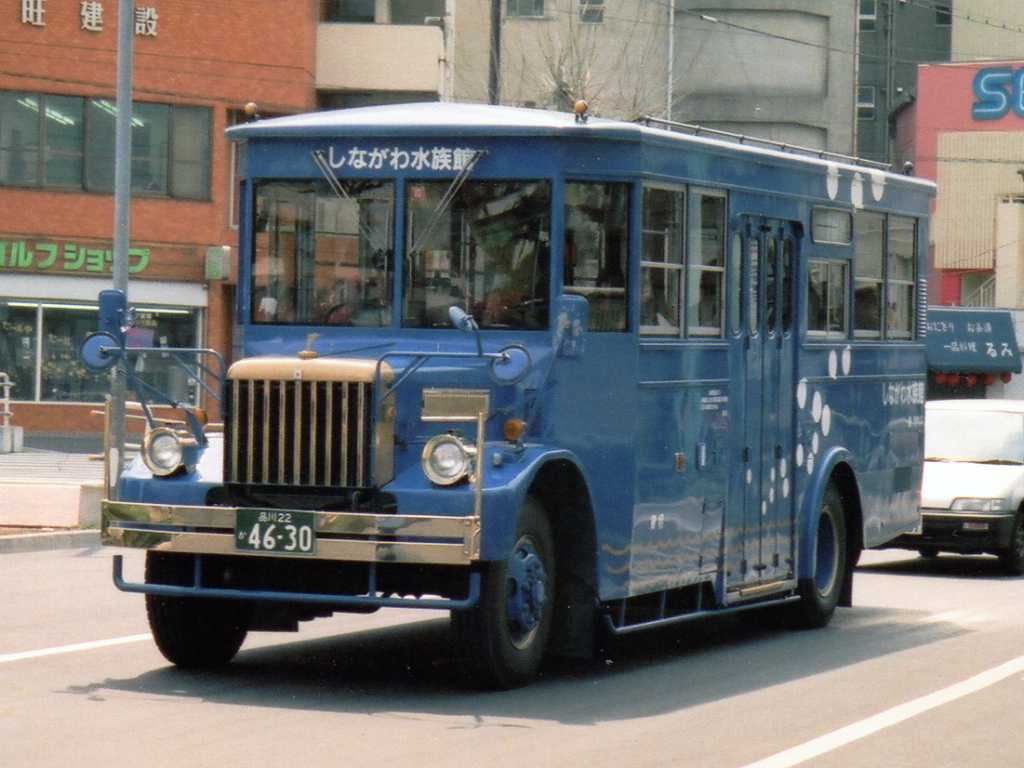
東急バス「しながわ水族館」送迎専用車（廃車）
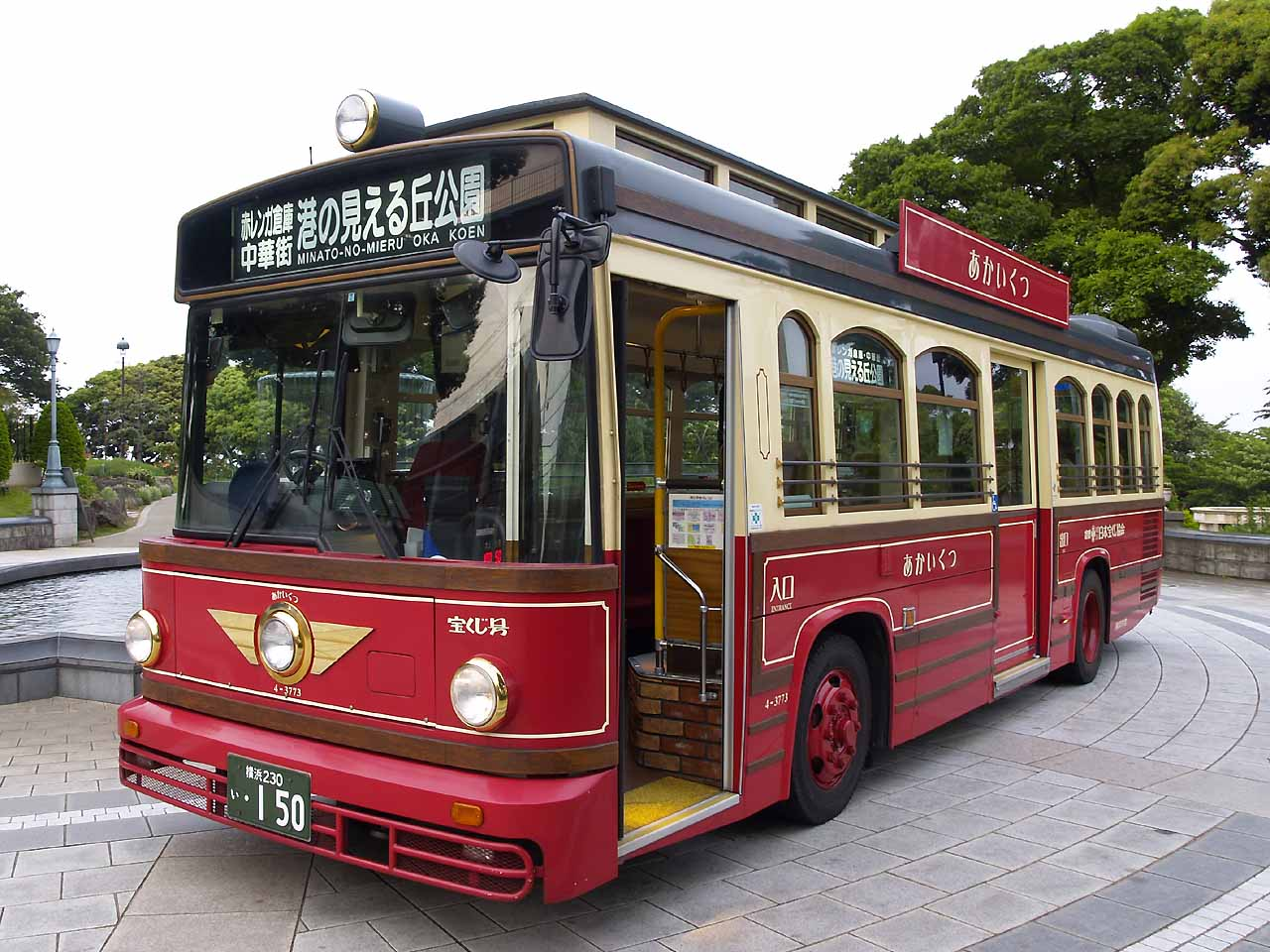
横浜市交通局「あかいくつ」
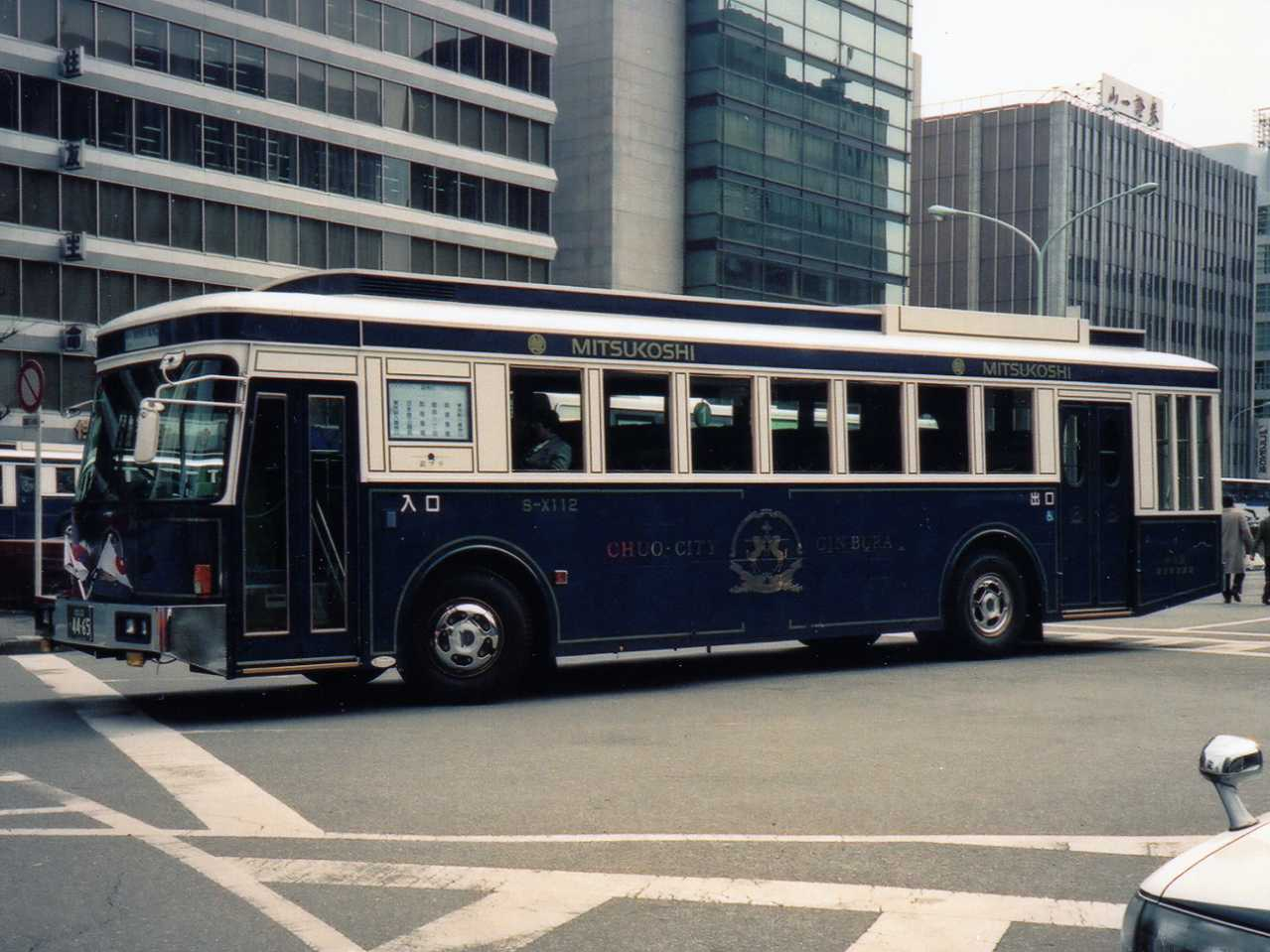
東京都交通局・中央区「銀ブラバス」（廃車）
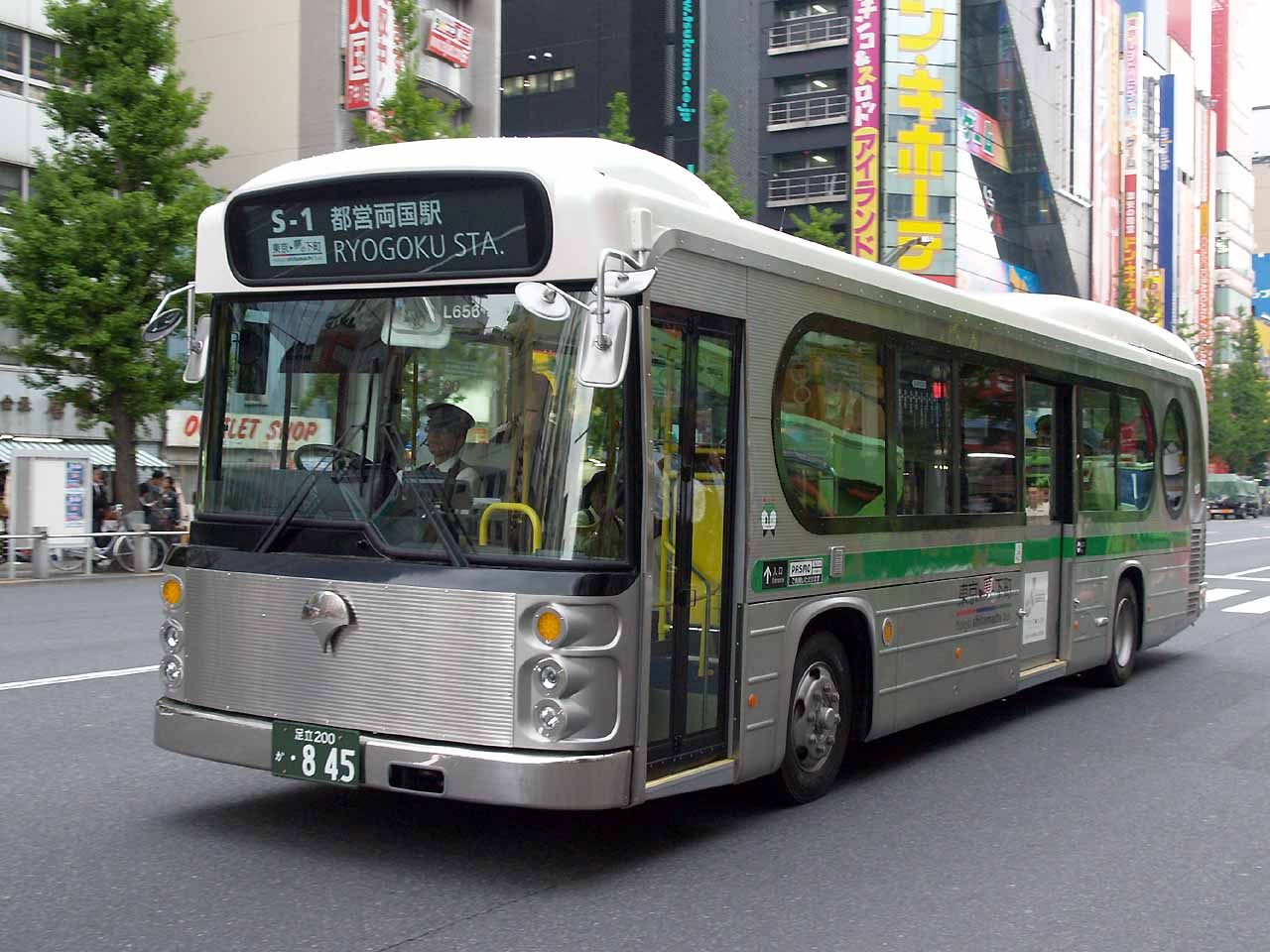
東京都交通局「東京→夢の下町」(廃車)
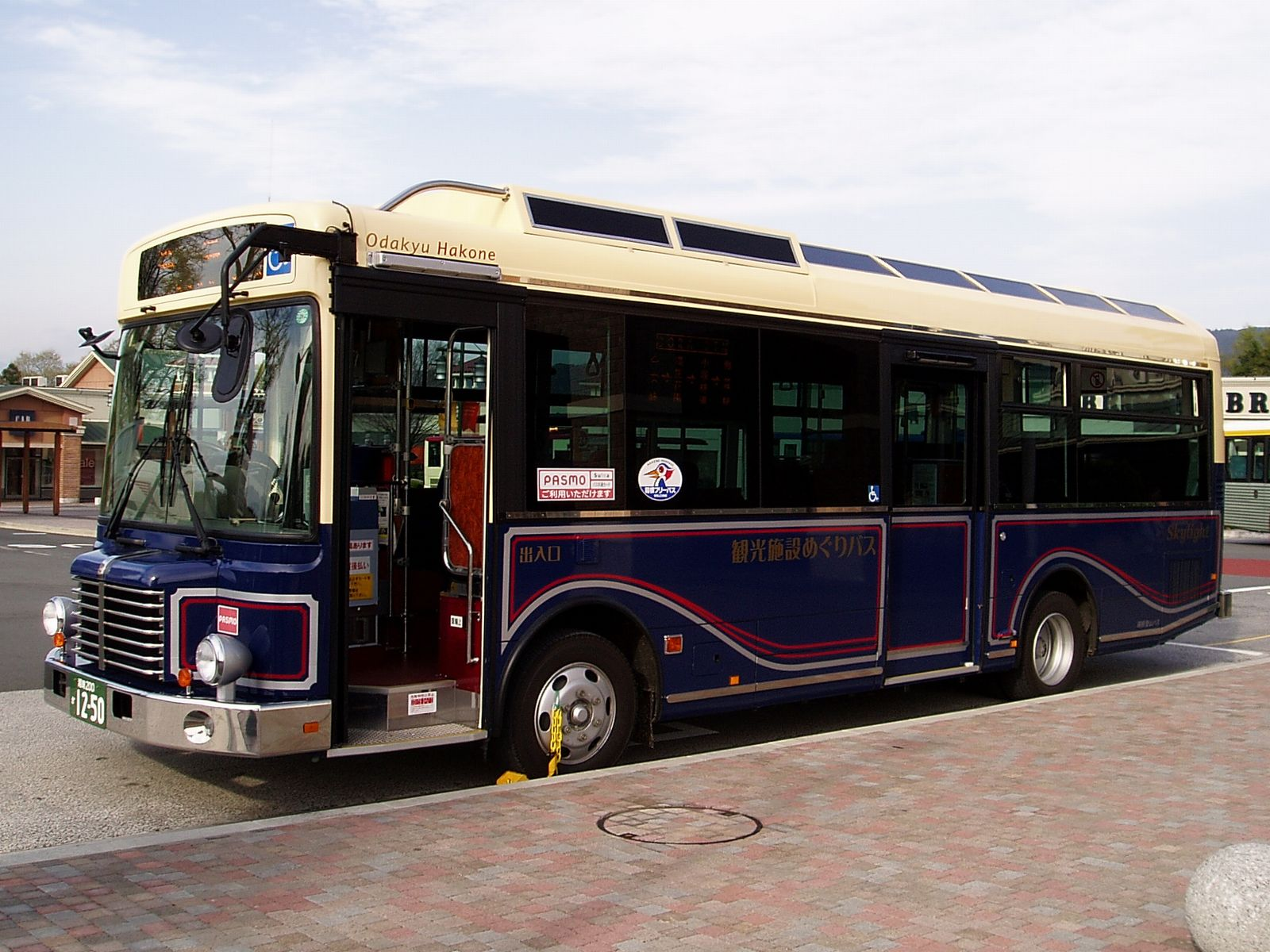
箱根登山バス「スカイライト」（箱根「観光施設めぐりバス」）
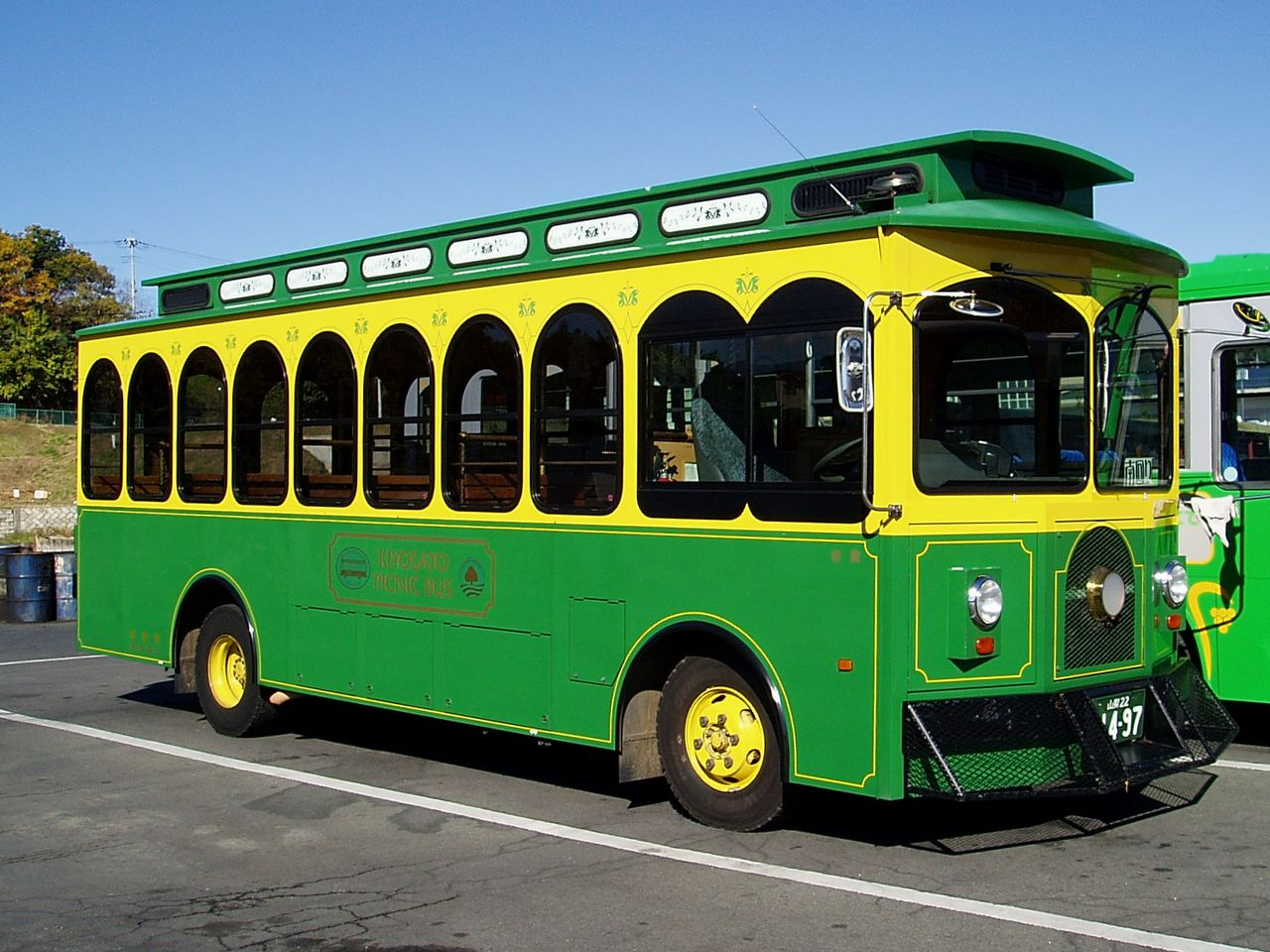
山梨交通「清里ピクニックバス」引退済
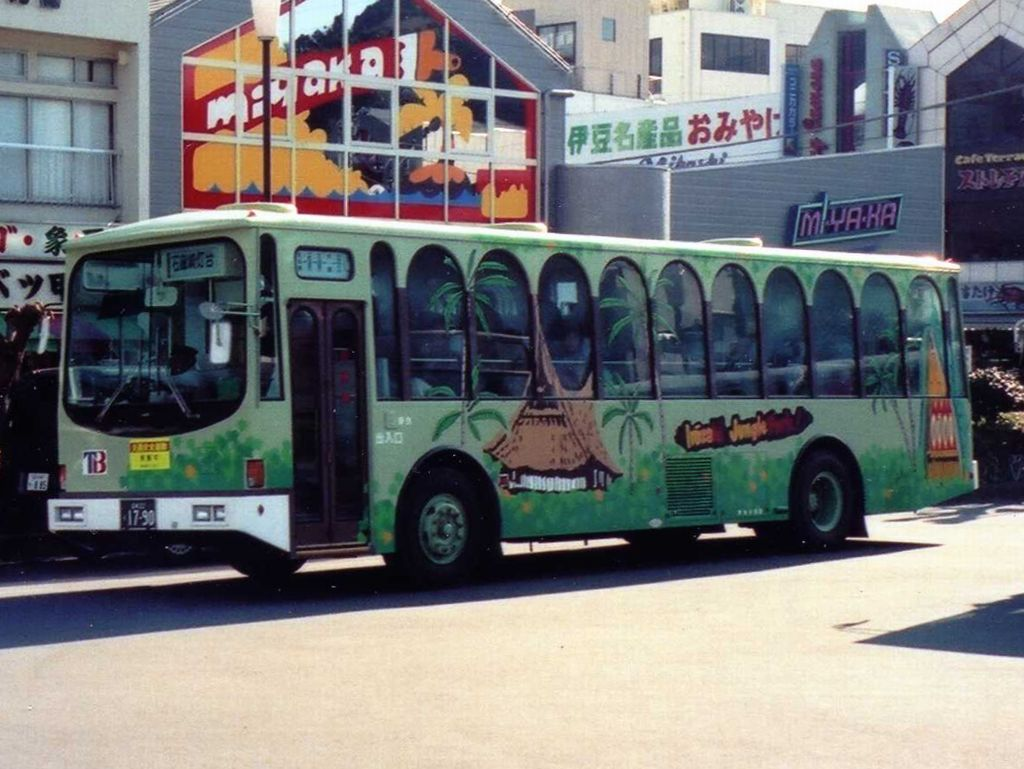
東海自動車「トロピカーナ」
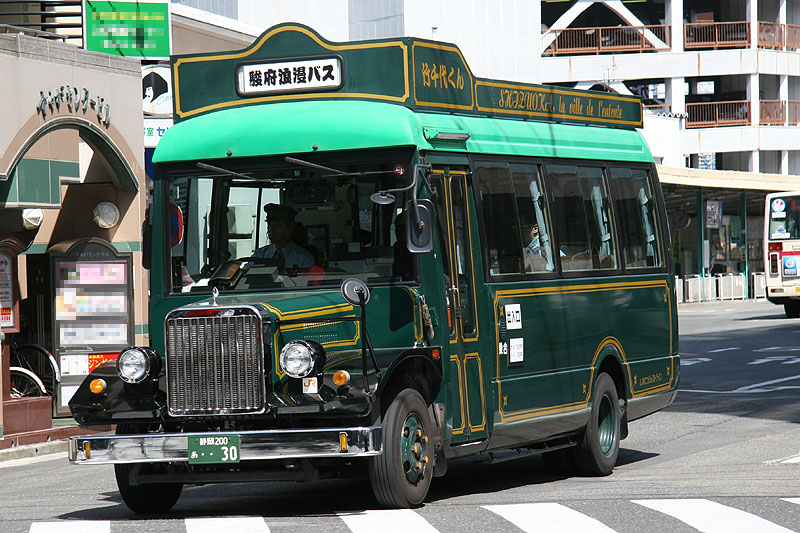
しずてつジャストライン 駿府浪漫バス「竹千代くん」 （他に「家康公」「葵小町」も在籍）
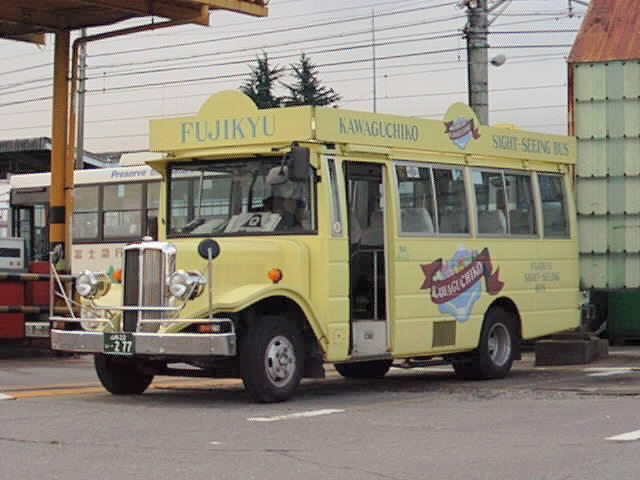
富士急山梨バス 河口湖周遊レトロバス
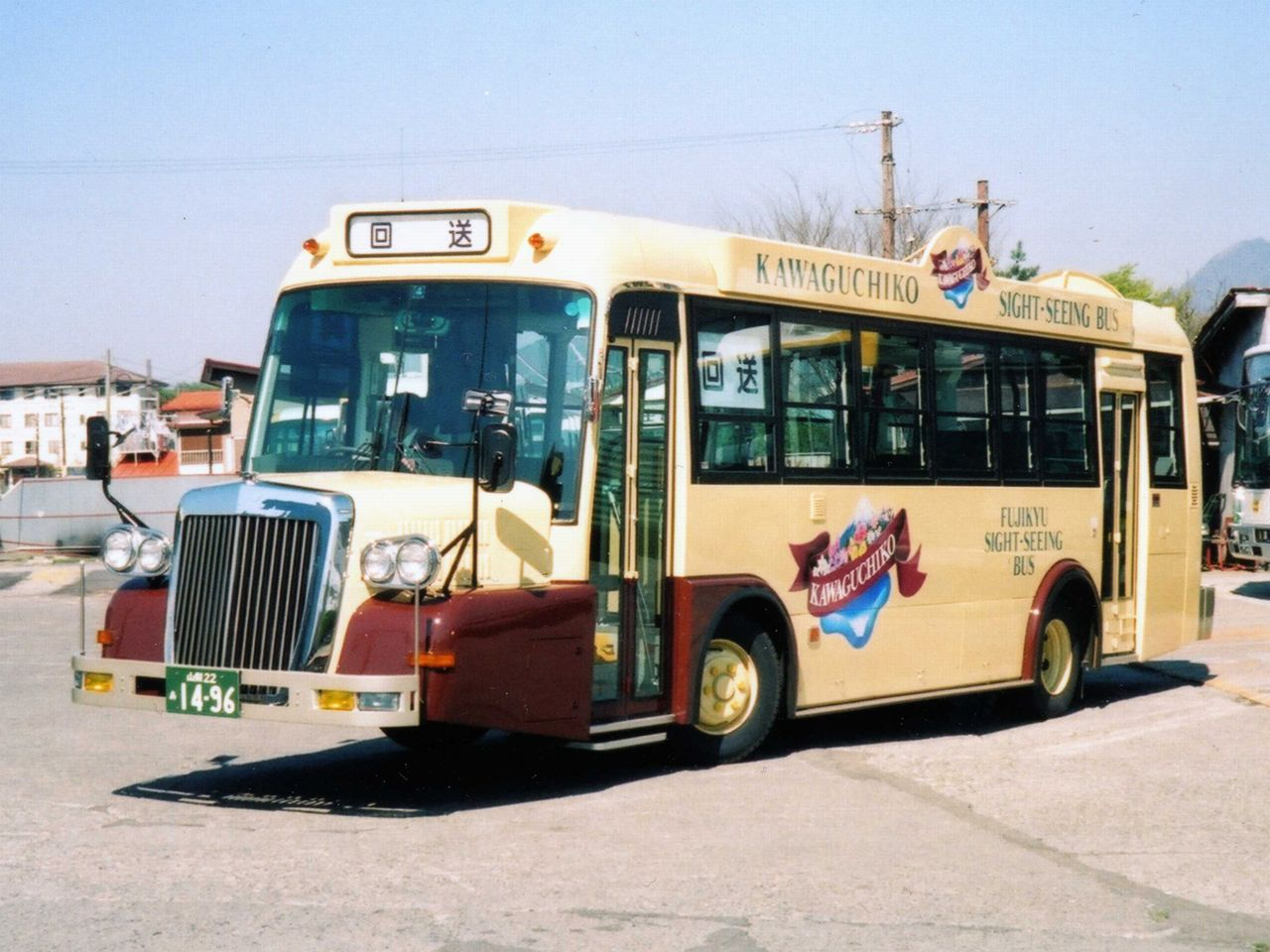
富士急山梨バス 河口湖周遊レトロバス
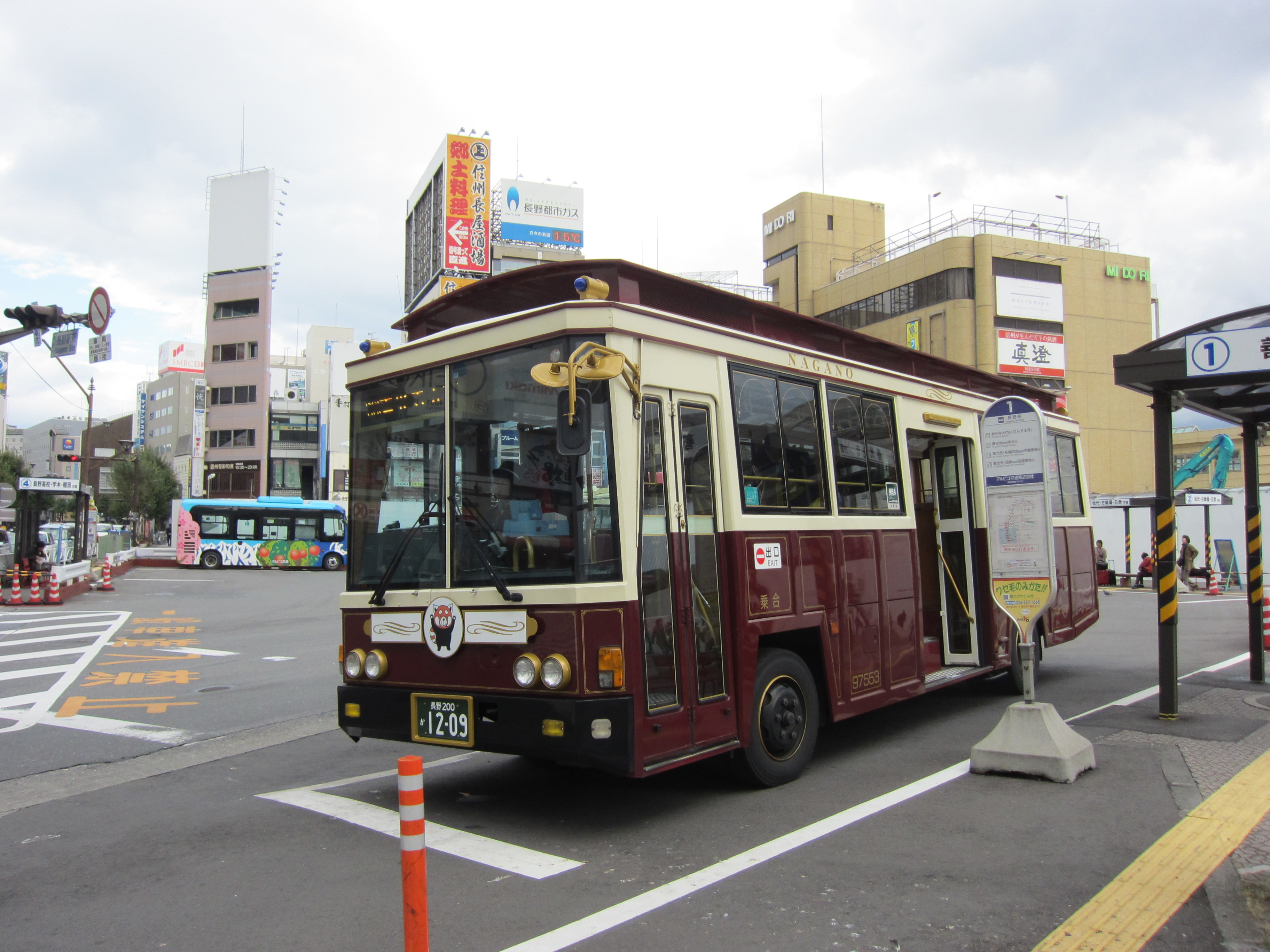
アルピコ交通「びんずる号」
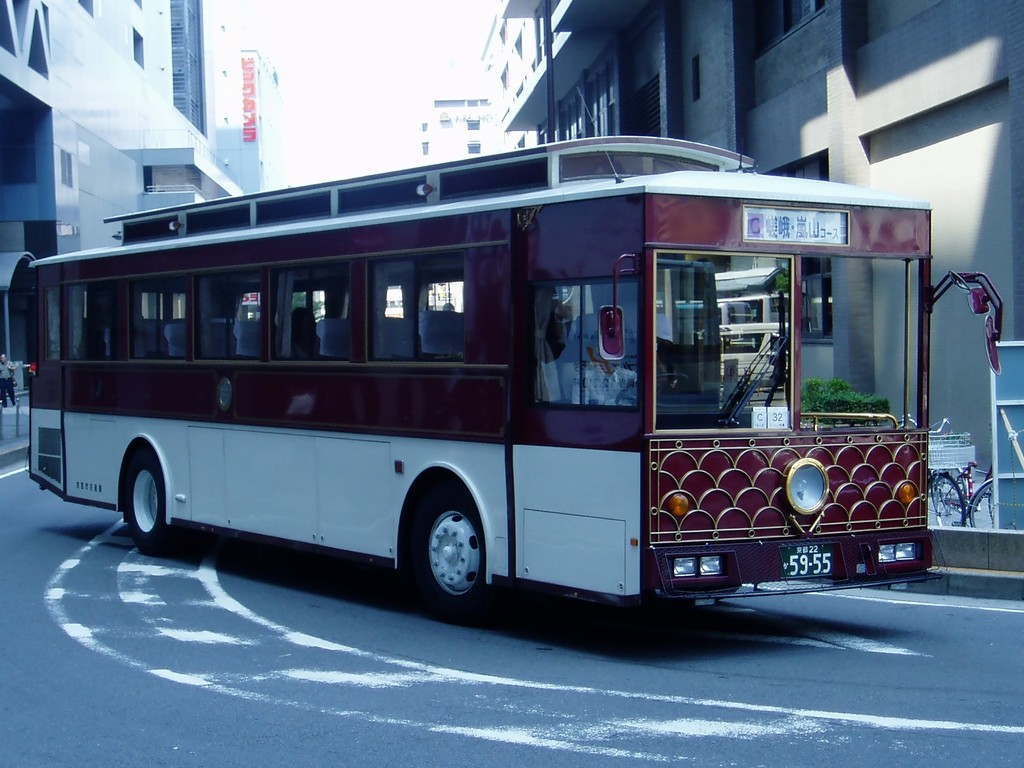
京都市交通局…「京（みやこ）のぞみちゃん号」
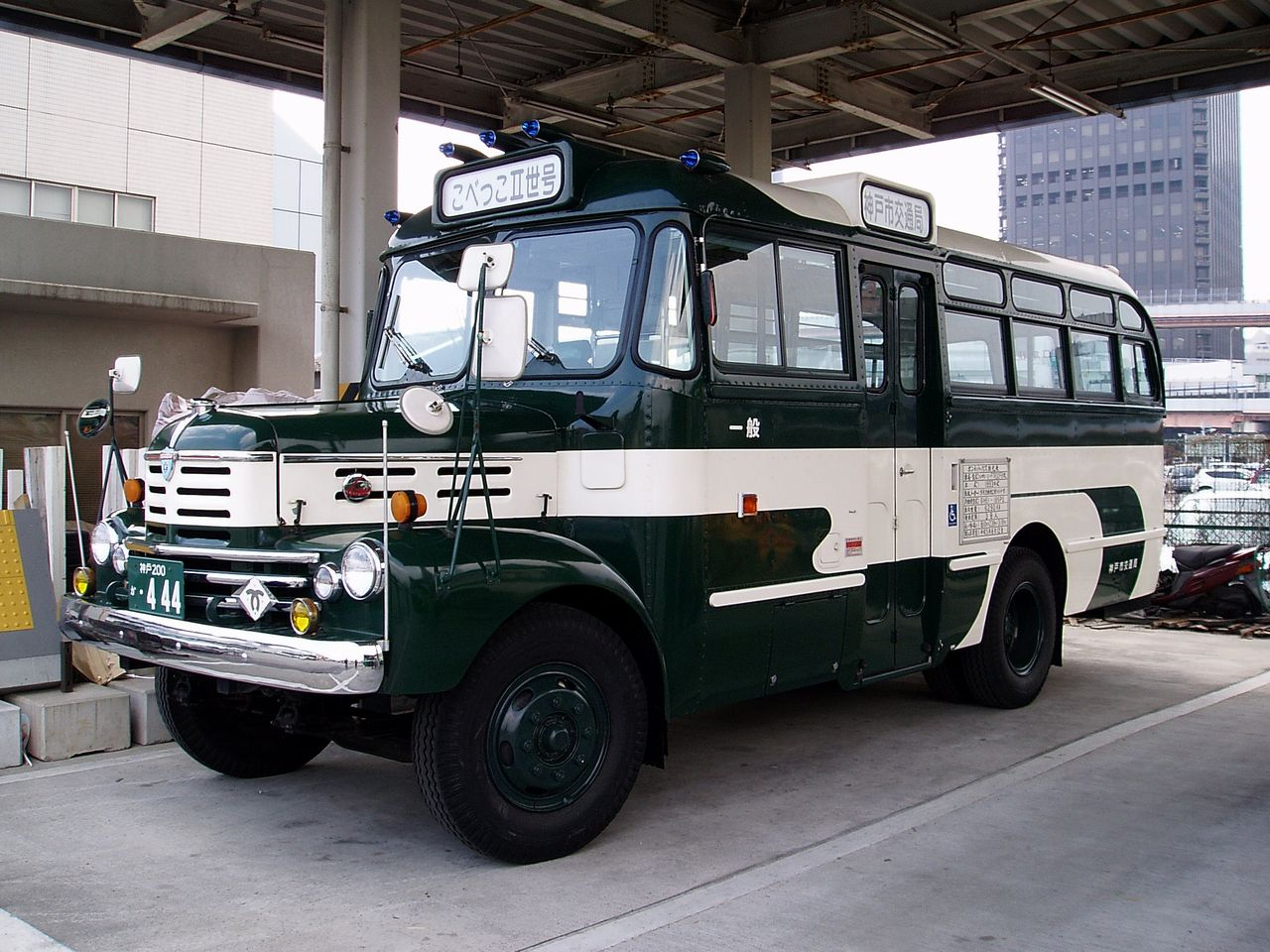
神戸市交通局「こべっこII世号」（京成自動車工業製）
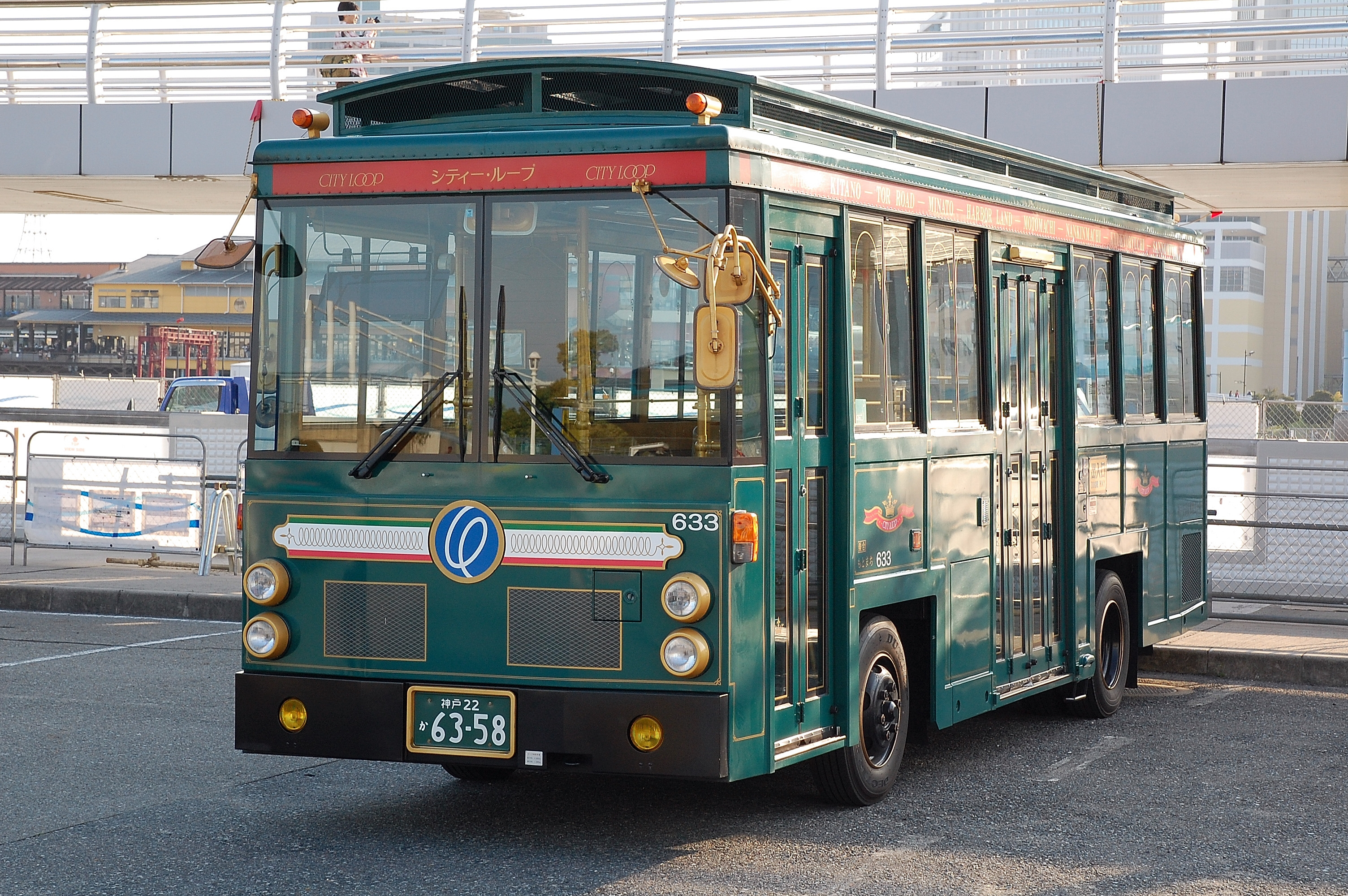
神戸交通振興「シティループ」
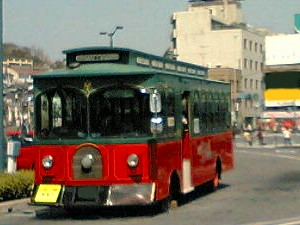
おのみちバス 好きっぷライン
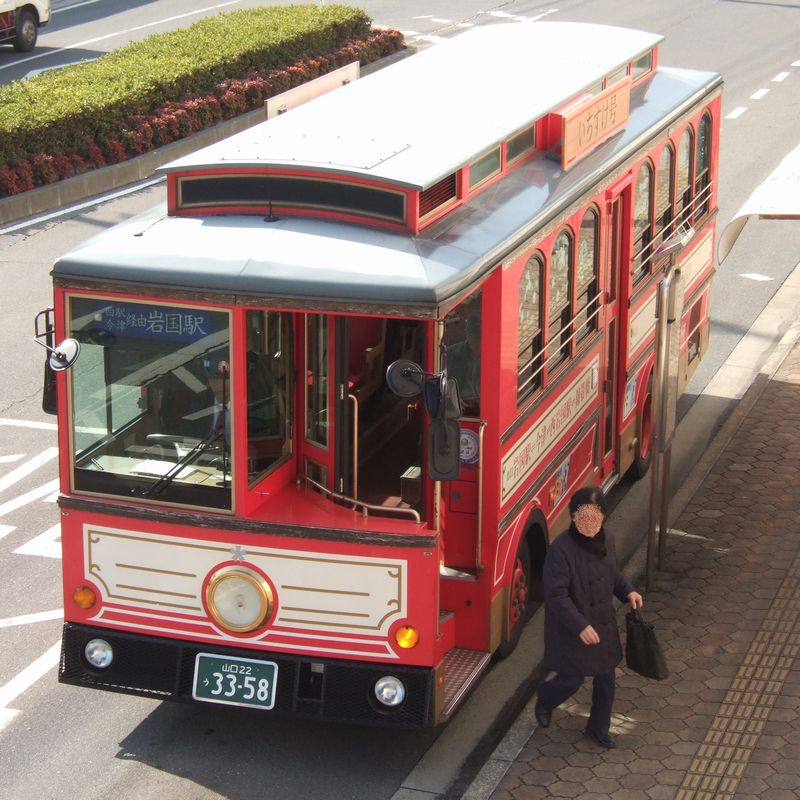
岩国市交通局 いちすけ号
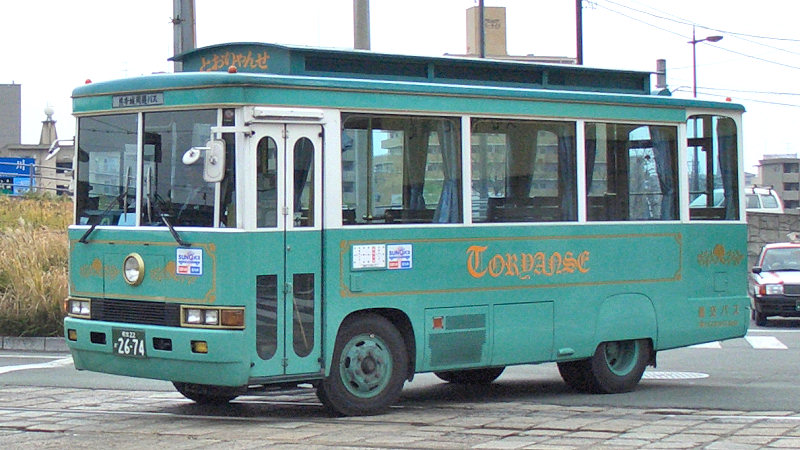
九州産交バス 熊本城周遊バス（北村製作所製）
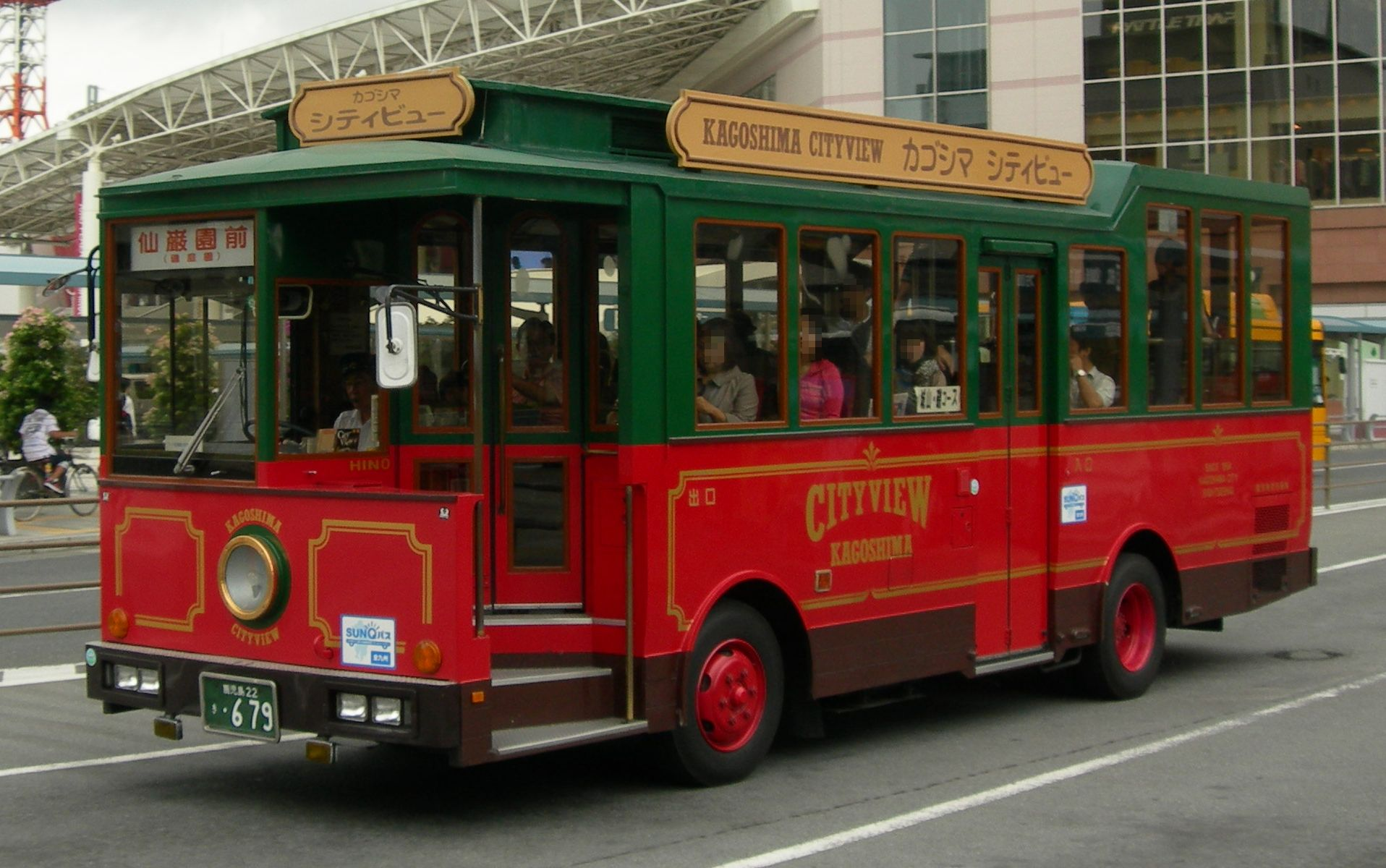
鹿児島市交通局「カゴシマシティビュー」（城山・磯コース）
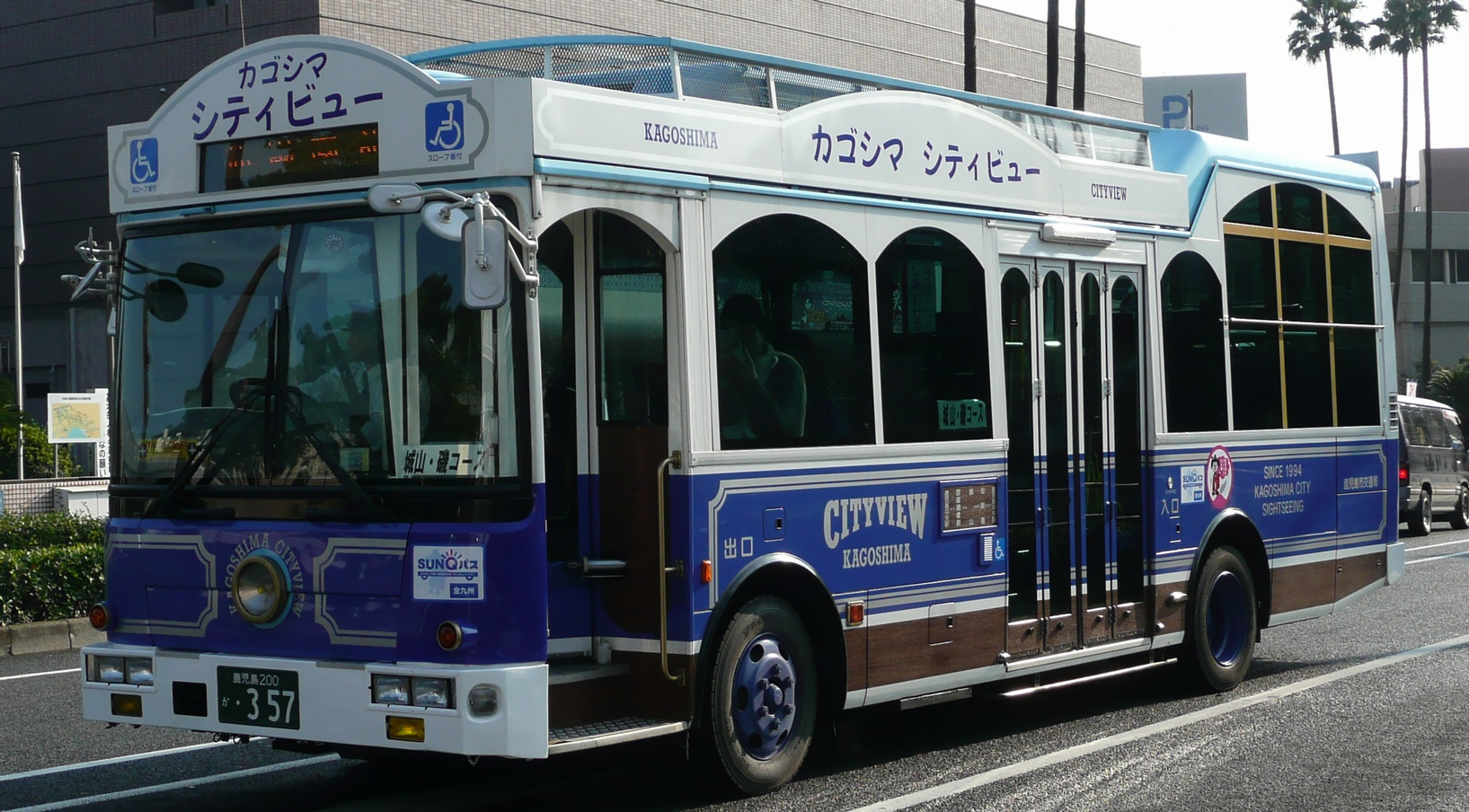
鹿児島市交通局「カゴシマシティビュー」（城山・磯コース）

- 弘南バス…「トテバス」
- 東武バス日光…世界遺産めぐりバス
- 東武バスセントラル…スカイツリーシャトル
- 名古屋市営バス…なごや観光ルートバス「メーグル」専用車
- 近江鉄道…長浜観光レトロバス
- 京都市交通局…「チンチンバス」
- 高槻市交通部…「ふれあい号」
- 日田バス・日田市…「ひためぐり号」専用車。イズミ車体製。
- 熊本市交通局…一般路線車として運用。イズミ車体製。

## ベース車両
- 三菱ふそう・ローザ - レトロ調ボンネットバスのベース車
- 三菱ふそう・エアロミディ
- 日野・CG
- 日野・レインボー（いすゞ・エルガミオOEMのレインボーIIを含む）
- 日野・リエッセ
- 日野・レンジャー
- 日産・シビリアン
- いすゞ・ジャーニーQ
- いすゞ・エルフ
- いすゞ・フォワード
- いすゞ・TS

## 主な架装メーカー
- 東京特殊車体
- 京成自動車工業
- タケクラフトコーポレーション
- 三菱ふそうトラック・バス（菱和車体工業）
- 北村製作所
- オーテックジャパン
- イズミ車体製作所
- 岩戸工業